# Alejandro Doria
Alejandro Doria (Buenos Aires, 1 de noviembre de 1936 - Buenos Aires, 17 de junio de 2009), cuyo nombre real era Ricardo Guillermo Rosales fue un director de cine, director de televisión, actor y director de teatro argentino. En su carrera obtuvo muchos premios nacionales e internacionales, entre ellos el Premio Goya 2007 y el Colón de Plata por Las manos, el Premio Cóndor de Plata por Darse cuenta, el Premio Sur por Las manos y el Premio Ecuménico del Festival de Montreal por La isla. El clásico del cine cómico argentino Esperando la carroza también es de su autoría (sobre la obra de teatro de Jacobo Langsner).

## Biografía

### Carrera artística
Entre 1956 y 1963 participó como actor en varias obras teatrales, entre ellas, Al tercer día, Muertos sin sepultura y La casa de la noche. En televisión comenzó su carrera en 1961, como coautor y copuestista, junto con su hermano Raúl Gaynal con dos programas: Las musimujeres y Las sombras, en los cuales era director de cámaras Nicolás del Boca. Tuvo a su cargo la puesta en escena de varios programas dirigidos por Del Boca, entre ellos Fulanos de tal (1962), Los solteros del 10 °C -de Alberto Migré- (1967) así como clásicos escritos por Nené Cascallar como Cuatro mujeres para Adán y Las noches de Adán y Eva. Como director empezó en el año 1969 con la serie televisiva Nuestra galleguita, de enorme éxito popular.
En los años siguientes continuó con la dirección de varios y numerosos ciclos como Historias de papá y mamá, Alta comedia, Pobre diabla y Papá corazón, clásicos de la televisión argentina; Identidad, Escenario universal, Situación límite, Atreverse, Amores, Mi mamá me ama y los prestigiosos ciclos de Los Especiales de Alejandro Doria (Historia de un amor turbio, Como dejar morir a un valiente, Decir que no, Cavar un foso, Ceremonia secreta, entre otras).
En cine, dirigió y escribió los guiones de películas como Contragolpe (1978), La isla (1979) junto a Aída Bortnik con Alicia Bruzzo, Sandra Mihanovich y Luisa Vehil. Los miedos (1980), con Soledad Silveyra y Tita Merello, Los pasajeros del jardín (1982), con Graciela Borges y Rodolfo Ranni, la premiada Darse cuenta (1984), basado en una idea de China Zorrilla con Luis Brandoni, Dora Baret y la misma Zorrilla que también actuará en Esperando la carroza (1985), clásico de culto del cine nacional con Antonio Gasalla con libro de Jacobo Langsner y un gran elenco. Le seguirán Sofía (1987) y Cien veces no debo (1990) con su ahijada Andrea del Boca.
Con el ciclo televisivo Atreverse recibió varios premios Martín Fierro (entre ellos al Mejor Director y Mejor Programa, en dos entregas consecutivas). 
Además de premios nacionales, recibió numerosos galardones internacionales como el Premio al Mejor Programa de Ficción Hispano parlante, y otros premios en los festivales de Huelva y Biarritz.
También dirigió en televisión una nueva versión de El Rafa en 1997, con las actuaciones de Arturo Puig, Gastón Pauls y Paola Krum, y con libros de Alberto Migré.
Entre 1968 y 1973 dirigió varias obras de teatro, entre ellas Mi querida parentela, Nuestra galleguita, Plaza Suite, Esta noche, no, querida y El último de los amantes ardientes.
Últimamente había recibido numerosos premios por su película Las manos, que retrataba la vida del padre Mario Pantaleo.

### Muerte
A los 72 años, el reconocido director y guionista falleció el 17 de junio de 2009 en Buenos Aires como consecuencia de una neumonía crónica que deterioró marcadamente su salud durante sus últimas semanas de vida. Su cuerpo fue cremado en el cementerio Parque Los Ceibos de Martín Coronado (Buenos Aires) y sus cenizas sepultadas en el cementerio de Tandil.

## Filmografía

### Como director

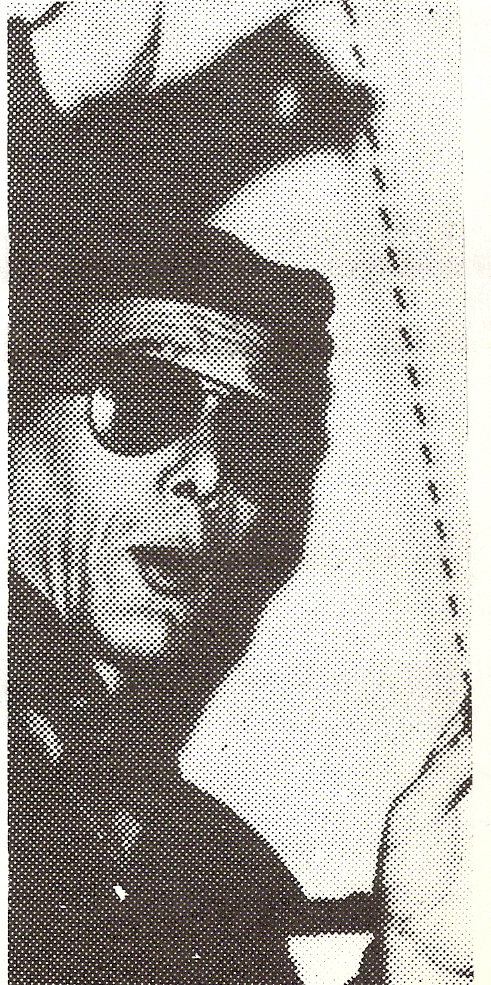
Alejandro Doria (Revista "Pájaro de fuego").

1. Las manos (2006)
2. 18-J (2004)
3. Cien veces no debo (1990)
4. Sofía (1987)
5. Esperando la carroza (1985)
6. Darse cuenta (1984)
7. Los pasajeros del jardín (1982)
8. Los miedos (1980)
9. La isla (1979)
10. Contragolpe (1979)
11. Proceso a la infamia (1974)

### Como guionista
1. Las manos (2006)
2. Cien veces no debo (1990)
3. Sofía (1987)
4. Esperando la carroza (1985)
5. Darse cuenta (1984)
6. Los pasajeros del jardín (1982)
7. Nosotros y los miedos (1980)

## Carrera teatral

### Como director
1. Mi querida parentela
2. Los amorosos
3. Nuestra galleguita
4. Plaza Suite
5. Esta noche, no, querida
6. El último de los amantes ardientes
7. Sexo no, por favor, somos decentes

### Como actor
1. Al tercer día.
2. Muertos sin sepultura.
3. Escuadra hacia la muerte.
4. Los navegantes del Génesis.
5. La casa de la noche.

## Televisión

### Puesta en escena
- Las musimujeres de Raúl Rosales (Raúl Gaynal) (1961) dir. Nicolás Del Boca
- Las sombras de Raúl Rosales (Raúl Gaynal) (1961) dir. Nicolás del Boca
- Fulanos de tal de Alejandro Doria (1962) dir. Nicolás del Boca
- El show Lux: Cinco historias de color de Horacio S. Meyrialle, Jacobo Langsner, Roberto Socol y Raúl Gurruchaga (1963) dir. Nicolás del Boca
- Teatro prohibido: Qwertyuiop de Dalmiro Sáenz (1965)  dir. Nicolás del Boca
- Teatro prohibido: Noc, dos, tres, cuatro de Dalmiro Sáenz (1965) dir. Nicolás del Boca
- Intimidad prohibida de Jacobo Langsner (1965) dir. Nicolás del Boca
- Ni un sí ni un no de Nené Cascallar (1966) dir. Nicolás del Boca
- Cuatro mujeres para Adán de Nené Cascallar, (1966) dir. Nicolás del Boca
- Hijos del corazón de Horacio S. Meyrialle, (1966) dir. Nicolás del Boca
- Los solteros del 10 °C de Alberto Migré (1967)  dir. Nicolás del Boca
- Cuatro mujeres para Adán de Nené Cascallar (1967)  dir. Nicolás del Boca
- Las noches de Adán y Eva de Nené Cascallar (1967)  dir. Nicolás del Boca
- Todas eran adorables de Nené Cascallar (1968)  dir. Nicolás del Boca
- Historias en la noche de Nené Cascallar (1968) dir. Nicolás del Boca
- Dos en la multitud de Nené Cascallar (1968) dir. Nicolás del Boca
- Historias en la noche de Nené Cascallar (1969)  dir. Nicolás del Boca

### Director integral
- Nuestra galleguita (1969) de Abel Santa Cruz
- Cinco pisos en las nubes (1969) de Abel Santa Cruz, Gius y Horacio S. Meyrialle
- Siete veces Nochebuena (1969) de Horacio S. Meyrialle
- Nuestra galleguita (1970) de Abel Santa Cruz
- Alta comedia: "La tierra grita" (1970) de Horacio S. Meyrialle; "Rasputín" de Horacio S. Meyrialle,      "El príncipe y la corista" de Terence Rattigan, adaptación de Alberto Migré; "Se vende un hijo" (de Jacobo Langsner); "Cuando las mujeres pueden a los hombres" (de Serafín y Joaquín Álvarez Quintero, adap. Meyrialle); "La Sombra" (de Darío Niccodemi, adap. Marsus y Alfredo Lima); "Nostradamus" (de Meyrialle); "Cinco lobitos" (de Serafín y Joaquín Álvarez Quintero, adap. Horacio S. Meyrialle); "Los sueños en el desván" (de Renato Castellani y Adriana Chiaramonti, adap. Alfredo Lima); "El ángel azul" (de Heinrich Mann, adap. Meyrialle)
- Los parientes de la galleguita (1970) (de Santa Cruz)
- El teatro de los tres (1970) (de Meyrialle)
- La familia duerme en casa / La familia hoy duerme en casa (1970) (de Santa Cruz)
- Alta comedia (1971): "Un solo verano de amor" (de Alfredo Lima); "Cómo casarse en siete días" (de Alfonso Paso, adap. Meyrialle); "Ayer fue primavera" (de Rodolfo M. Taboada, adap. Lima); "Envidia" (de Darthés y Damel, adap. Jorge Falcón); "Papá Lebonard" (de Jean Aicard, versión Meyrialle); "El buen mozo" (de Guy de Maupassant, adap. Lima); "La carta" (de William Somerset Maugham, adap. Lima); "El ángel de la muerte" (de Ángel Casellas, adap. Manuel Barberá y Horacio S. Meyrialle); "Un sombrero lleno de lluvia" (de Michael Gazzo); El tobogán (de Langsner); "Un solo verano de amor" (de Lima); "La dama del perrito" (de Antón Chéjov, adap. y dir. A. Doria); "El inquilino desconocido" (de Jerome K. Jerome, adap. Manuel Barberá y Agustín Cuzzani); "Los pulpos" (de César Tiempo, adap. Osvaldo Dragún); "El único otoño" (de O'Henry, adap. Norberto Montero); "De carne somos" (de Samuel Butler, adap. Meyrialle); "Lluvia" (de William Somerset Maugham, adap. Meyrialle); "Los cobardes" (de Vito de Martini); "Me casé con un ángel" (de Janos Vaszary, adap. Alfredo Romeo, Ricardo Cappenberg y Alfredo Lima); "Mi hijo debe nacer" (de Vito de Martini); "Recuerdo a mamá" (de John Van Drutten, adap. Jacobo Langsner); "El avaro" (de Molière, adap. Ana Rivas); "Lil, la de los ojos color del tiempo" (de Guy de Chantepleure, adap. Alfredo Lima); "Fedra" (de Jean Racine, adap. Osvaldo Dragún); "Todo sea para bien" (de Luigi Pirandello, adap. Edmundo Guibourg y Langsner); "Ocho mujeres" (de Robert Thomas, adap. Alfredo Lima); "Bel Ami" (de Guy de Maupassant); El ángel desnudo (de Arthur Schnitzler, adap. César Tiempo); "Pelo de zanahoria" (de Jules Renard); Mata Hari (de Alan Dacler, adap. Meyrialle)
- Historias de mamá y papá (1971): "La familia hoy duerme en casa" (de Santa Cruz)
- Todo el año es Navidad (1971) (de Meyrialle)
- Alta comedia (1972): "Mi marido hoy duerme en casa" (de Santa Cruz); "El mar profundo y azul" (de Terence Rattigan, adap. Langsner); "La sombra de una infamia" (de Lillian Hellman, adap. Agustín Caballero); "Negrita querida" (de Cherry Noir, adap. Javier Farías); "Nada menos que todo un hombre" (de Miguel de Unamuno, adap. Hellen Ferro); "El amante complaciente" (de Graham Greene, adap. Langsner); "La araña madre" (de Santa Cruz); "Alfonsina" (de Langsner); Crimen y castigo (de Fedor Dostoievski, adap. Langsner); "¿Quién mató a María Raque?" (de Santa Cruz); "Teresa Raquin" (sobre la novela de Émile Zola); "Esperando la carroza" (de Langsner); "La mujer del domingo" (de Ted Willis); "La amarga victoria"
- Historias de mamá y papá (1972) (de Santa Cruz)
- Persona (1972) (de Osvaldo Dragún y Langsner)
- Pobre diabla (1973) (de Migré)
- Papá corazón (1973) (de Santa Cruz)
- Espectaculares de Andrea Del Boca (1973): "Jugar a morir" (de Langsner)
- Alta comedia (1973): "Marius" (de Marcel Pagnol, adap. Langsner); "El castillo del odio" (de Archibaldo José Cronin, adap. Alfredo Suárez Serrano); "Rojo y negro" (de Stendhal, adap. Vito De Martini)
- Alta comedia (1974): Cinco minutos después (de Cascallar); "Landrú" (de Dragún)
- Crónica de Carola (1974) (de Carlos Lozano Dana)
- El mundo del espectáculo (1974): "Siete madres y una actriz" (sobre textos de Antón Chéjov, Noël Coward, Eduardo De Filippo, Gregorio de Laferrère, Oscar Wilde y Eugene O'Neill)
- Historias inquietantes (1975) (de Elsa Martínez y Marcia Cerretani)
- Escenario universal (1976): "El entierro prematuro" (de Edgar Allan Poe, adap. Marcia Cerretani); "Diario de un loco" (de Nikolai Gogol, adap. Norberto Montero); "Las noches blancas" (de Fedor Dostoievski); "Rosaura a las diez" (de Marco Denevi, adap. Denevi y Andrés Lizarraga); "El crimen de lord Arthur Saville" (de Oscar Wilde, adap. Marcia Cerretani); "Veneno" (de Katherine Mansfield, adap. Norberto Montero); "Misericordia" (de Benito Pérez Galdós, adap. Juan Carlos Cernadas Lamadrid); "William Wilson, otro yo" (de Poe, adap. Cano y Norberto Montero); "Castigo al traidor" (de Augusto Roa Bastos, adap. Andrés Lizarraga); "Felipe Derblay (El dueño de las herrerías)" (de George Ornet, adap. Santiago Palazzo); "La tía Tula" (de Miguel de Unamuno, adap. y dir. A. Doria); "El collar" (de Guy de Maupassant, adap. y dir. A.D.)
- Identidad (1977) (de Cernadas Lamadrid)
- Escenario universal (1977): "Los papeles de Aspern" (de Henry James, adap. Cernadas Lamadrid); "Una muerte lejana" (de Víctor Pronzato)
- Piel de verano (1979) (de Beatriz Guido, adap. y dir. A.D.)
- Chantecler (1981) (de Juan Carlos Cernadas Lamadrid)
- Anastasia en la sombra (1981) (de Langsner)
- Sanatorium (1981) (de W. Somerset Maugham)
- Situación límite (1983/4) (de Nelly Fernández Tiscornia)
- Bellezas (1985-1986) con Federico Luppi y Graciela Alfano
- Atreverse (1990) (de Langsner, Fernández Tiscornia, María José Campoamor, Cernadas Lamadrid y Aída Bortnik). Algunos episodios: "Un negocio redondo"; "Entre mujeres"; "De mis amores con Alain Delon"; "Un 30 de febrero"; "Padres, hijos, amantes"; "Conciencias"; "Sobre todo los domingos"; "En la isla"; "Tarde o temprano"; "Otros paraísos"; "¿Quién nos pedirá perdón?"; "Mejor me callo"; "Reencuentros"; "Al sonar la campana" (las catorce de Langsner) "Alta en el cielo"; "Reunión de padres"; "Tres veces atreverse"; "Tres hermanas, tres sirvientas"; "Amores"; "Gracias por las rosas"; "Alguien puede llamarme" (las siete de Fernández Tiscornia) "Entre sábanas"; "Pequeñas vidas, pequeñas muertes"; "Infierno cotidiano"; "Ganas de gritar"; "Todos estamos enamorados" (las cinco de Campoamor) "Un, uno, una, etc."; "Mientras viva" (ambas de Cernadas Lamadrid) "No estamos solos" (de Bortnik)
- Atreverse (1991) (de Fernández Tiscornia, Langsner y Campoamor). Algunos episodios: "Damas y caballeros"; "Damas de otra época"; "Pequeños hombres, grandes amores"; "Besos dulces, momentos amargos"; "Darse cuenta"; "El hombre enamorado"; "Las hermanas provincianas"; "Perder la cabeza"; "¿Quién dijo que todo está perdido?"; "Ratones"; "Más que una yunta de bueyes"; "Por la vida"; "Mirarse a la cara"; "Aquí puede pasar cualquier cosa"; "Dime con quién andas"; "La mala de la historia"; "También hay gente en la selva"; "Gracias por la ayuda"; "Sin amor" (las diecinueve de Langsner) "La madre que nos tiró"; "Despiertos para siempre"; "Mujeres contra mujeres" (las tres de Fernández Tiscornia) "Sobrevivientes" (de Campoamor) "La vida empieza con «A»" (de Fernández Tiscornia y Langsner)
- Amores (1992) (de Elena Antonietto, Langsner y otros). Algunos episodios: "El agujero en el corazón", "Por algo será" y "Dos es mejor que uno" (las tres de Langsner) "Lápiz, papel y botella" y "Lucy, ¿adónde vas?" (ambas de Esteban Peláez) "Dejar vivir" (de Antonietto) "Boca sucia, vago y con los pantalones llenos de agujeros"
- Mi mamá me ama (1993) (de Cristina Fasulino y Jorge Stamadianos entre otros)
- Especiales de Alejandro Doria (1996): "El jorobadito" y "Noche terrible" (de Roberto Arlt, adap. A.D. y Cristina Fasulino); "La cacería del zorro" (de y adap. Marco Denevi); "Historia de un amor turbio" (de Horacio Quiroga, versión libre de A. Doria y Fasulino); "Reunión secreta" (de Marco Denevi); "Decir que no" (de Martha Mercader); "Cavar un foso" (de Adolfo Bioy Casares)
- El Rafa (de Ricardo Rodríguez y Ricardo Talesnik [después A. Migré y Víctor Agú])
- Los especiales de Alejandro Doria (1998): "Comunico milagros" (de Juan Carlos Gené); "El santo diablo" (sobre el cuento de Guy de Maupassant, adap. Fasulino); "Los pulpos" (sobre novela de Marcelo Peyret, adap. Fasulino y A. Doria)

## Premios

### Premios Konex
- Premio Konex de Platino 2001: Director/a de Televisión
- Premio Konex de Platino 1991: Director/a de Televisión
- Premio Konex 1981: Director/a de Televisión

### Premios Martín Fierro
- 1973 como director por diversos ciclos.
- 1990 como director integral por Atreverse
- 1991 como director integral por Atreverse
- 1996 como director por Los especiales de Alejandro Doria